# Джон Абът
Джон (Джаки) Нелсън Абът (на английски: John (Jackie) Nelson Abbott) е британски солунски търговец от XIX век.

## Биография
Роден е в 1802 или в 1806 година в Солун, в семейството на Джордж Абът, виден солунски търговец. Заедно с брат си Робърт наследява от баща си фирмата „Абът Брадърс“, която поддържа монопола върху износа за Великобритания на тютюн и медицински пиявици. Скоро с брат си се разделят и се впускат в дълги дела за раздяла на бизнеса. Съвременниците му го описват като безжалостен бизнесмен, който в началото на кариерата си убива еврейски бизнесмен, заради контрола върху източник на пиявици. В 1835 година френският консул пише, че Абът „предизвиква оплаквания [в Солун] и си е спечилил отвращението на всички; той нямаше никакъв друг изход освен да премести бизнеса във Волос. Остави брат си Робърт Абът в Солун, който не беше по-добре от него, но който успя да се справи с всеобщото презрение. Те само по име са англичани, защото са родени тук.“ Завещание от 1875 година дава вероятната година на смъртта му. Синът Джон Нелсън Абът Младши в 1849 пише книга, озаглавена „Скици от Съвременна Атина“, която отразява годините му като ученик в Кралската гръцка гимназия в Атина. Полубратът на Джон Абът Хенри Абът е германски консул в Солун.